# Медицинска пиявица
Медицинската пиявица (Hirudo medicinalis) е вид прешленест червей от семейство Hirudinidae. Видът е почти застрашен от изчезване.

## Разпространение и местообитание
Разпространен е в Австрия, Беларус, Великобритания, Германия, Латвия, Литва, Нидерландия, Норвегия, Полша, Русия, Словения, Украйна, Унгария, Франция, Хърватия, Чехия, Швейцария и Швеция.